# Elecciones presidenciales de Serbia de septiembre de 2002
Las elecciones presidenciales se celebraron en Serbia el 29 de septiembre de 2002, con una segunda vuelta el 13 de octubre. Sin embargo, el resultado fue invalidado porque la participación en la segunda ronda fue inferior al 50% de los votantes registrados. En diciembre se celebraron nuevas elecciones. Estas elecciones marcarían el inicio de una serie de repeticiones de las elecciones presidenciales al no alcanzar estas el minino requerido por ley, finalmente para las elecciones presidenciales de 2004 se eliminaria este requisito.

## Resultados
| Candidato                            | Candidato                            | Partido                                 | Primera ronda | Primera ronda | Segunda ronda | Segunda ronda |
| Candidato                            | Candidato                            | Partido                                 | Votos         | %             | Votos         | %             |
| ------------------------------------ | ------------------------------------ | --------------------------------------- | ------------- | ------------- | ------------- | ------------- |
|                                      | Vojislav Koštunica                   | Partido Democrático de Serbia           | 1.123.420     | 31.56         | 1,991,947     | 68,38         |
|                                      | Miroljub Labus                       | "Lo mejor para Serbia: Miroljub Labus"  | 995.200       | 27,96         | 921,094       | 31,62         |
|                                      | Vojislav Šešelj                      | Partido Radical Serbio                  | 845.308       | 23,74         |               |               |
|                                      | Vuk Drašković                        | Movimiento de Renovación Serbia         | 159,959       | 4.49          |               |               |
|                                      | Borislav Pelević                     | Partido de la Unidad Serbia             | 139,047       | 3,91          |               |               |
|                                      | Velimir Živojinović                  | Partido Socialista de Serbia            | 119,052       | 3.34          |               |               |
|                                      | Nebojša Pavković                     | Independiente                           | 75,662        | 2.13          |               |               |
|                                      | Branislav-Bane Ivković               | Socialistas para el regreso a lo básico | 42,853        | 1,20          |               |               |
|                                      | Vuk Obradović                        | Democracia social                       | 26,050        | 0,73          |               |               |
|                                      | Tomislav Lalošević                   |                                         | 25,133        | 0,71          |               |               |
|                                      | Dragan Radenović                     | Sociedad de Ciudadanos Libres           | 8.280         | 0,23          |               |               |
| Votos inválidos / en blanco          | Votos inválidos / en blanco          | Votos inválidos / en blanco             | 74,534        | -             | 65,427        | -             |
| Total                                | Total                                | Total                                   | 3.634.498     | 100           | 2,978,468     | 100           |
| Votantes registrados / participación | Votantes registrados / participación | Votantes registrados / participación    | 6.553.042     | 55,46         | 6.553.042     | 45,45         |
| Fuente: RIK, RIK                     |                                      |                                         |               |               |               |               |